# Halvor Hansson
Halvor Hansson (ur. 4 czerwca 1886, zm. 4 listopada 1956) – norweski wojskowy, generał major. W 1946 pełnił funkcję naczelnego dowódcy Norweskich Sił Zbrojnych.

## Życiorys
W 1907 ukończył Krigsskolen w Oslo, a 4 lata później Wyższą Szkołę Wojskową. W 1922 w ukończył studia przygotowujące do służby w sztabie generalnym.
W 1923 został kapitanem i pełnił funkcję kierownika biura w sztabie generalnym. W 1927 został szefem sztabu 6. Dywizji, a w 1934 szefem wydziału łączności w sztabie generalnym. W 1938 został szefem biura wojskowego w Norges Statsbaner, w związku z czym podczas niemieckiej inwazji na Norwegię był odpowiedzialny za organizację transportu kolejowego wojsk.
Po przełamaniu norweskiej obrony w południowej części kraju dołączył do generała Ottona Ruge, został mianowany pułkownikiem i szefem sztabu generalnego. Hansson został aresztowany przez okupantów 20 stycznia 1941. Początkowo przetrzymywany był w siedzibie policji w Oslo, a następnie trafił do Niemiec. Do 1945 był jeńcem wojennym, przebywał m.in. w obozie w Ostrzeszowie. 
1 czerwca 1946 został mianowany naczelnym dowódcą Norweskich Sił Zbrojnych, funkcję tę pełnił do 1 sierpnia tego samego roku. 
Działalność polityczna Hanssona budzi kontrowersje, według dokumentów partyjnych należał on do Nasjonal Samling, czemu jednak zawsze zaprzeczał. 
W 1915 wziął ślub z Øyvor Hansson. Z powodu aktywnej działalności w NS jego żony rozwiódł się z nią w trakcie II wojny światowej. 

## Odznaczenia
- Medal Świętego Olafa z gałązką dębową (1949)[2]
- Krzyż Kawalerski Orderu Virtuti Militari (1947)[3]